# Хванге (национални парк)
Хванге (1.465.100 ha) је највећи национални парк у Зимбабвеу и формиран је 1929. године. Налази се у југозападном делу земље уз границу са Боцваном.
У парку се налазе спектакулана крда дивљих животиња, укључујући велике сисаре (слонови, 
буфала, лавови, леопарди, бели и црни носорог). Рачуна се да има преко 12 000 слонова, 15 000 буфала, 3 000 зебри, 3 000 Жирафа и велики број осталих афричких сисара како биљоједа тако и грабљивица.